# Oberfischbach (Freudenberg)
Oberfischbach ist einer von 17 Ortsteilen von Freudenberg in Nordrhein-Westfalen.

## Geographie
Oberfischbach liegt in einer waldreichen Mittelgebirgslandschaft. Der Ort ist von vielen ausgezeichneten Wanderwegen durchzogen, welche durch den Sauerländischen Gebirgsverein betreut werden. Unter anderem liegt Oberfischbach an einem Abschnitt des Jakobswegs im Rheinland und Westfalen und an dem überregionalen Wanderweg X19 (Schlösserweg).

## Geschichte
Oberfischbach wurde erstmals am 24. Februar 1342 urkundlich erwähnt als „Overin Vispe“. In einer Verkaufsurkunde aus diesem Jahr benennt ein Dirlenbacher Ehepaar den Pfarrer aus Oberfischbach als Zeuge eines Verkaufs. Die frühe Geschichte des Ortes ist eng mit der Kirchengemeinde verknüpft, welche zu den ersten Pfarreien des Siegerlandes gehörte.
Am 1. Januar 1969 wurde Oberfischbach nach Freudenberg eingemeindet.

### Einwohnerzahlen
Einwohnerzahlen des Ortes:
| Jahr | Einwohner |
| ---- | --------- |
| 1818 | 181       |
| 1885 | 375       |
| 1895 | 424       |
| 1905 | 449       |
| 1910 | 461       |
| 1925 | 499       |

| Jahr | Einwohner |
| ---- | --------- |
| 1933 | 523       |
| 1939 | 536       |
| 1950 | 688       |
| 1961 | 717       |
| 1967 | 898       |
| 1994 | 1117      |

| Jahr | Einwohner |
| ---- | --------- |
| 2000 | 1117      |
| 2008 | 1054      |
| 2010 | 1043      |
| 2011 | 1046      |
| 2017 | 979       |
| 2019 | 976       |

| Jahr | Einwohner |
| ---- | --------- |
| 2020 | 961       |
| 2021 | 959       |
| 2022 | 952       |

Anmerkung: Einwohnerzahl 2008: 30. Juni.

## Busverkehr
In Oberfischbach gibt es drei Haltestellen; Oberfischbach Heuslingstraße, Oberfischbach Ort und Oberfischbach Friedhof. Diese werden durch die Regionalbuslinien R39 und R40, welche stündlich zwischen Siegen und Niederfischbach (R39) bzw. Freudenberg (R40) verkehren, bedient. Zusätzlich verkehrt zweistündlich die Lokalbuslinie L150 zwischen Oberfischbach, Bottenberg und Freudenberg, jedoch nur auf Bestellung. Die Buslinien werden allesamt durch die Verkehrsbetriebe Westfalen-Süd betrieben.